# Frank Rosaly

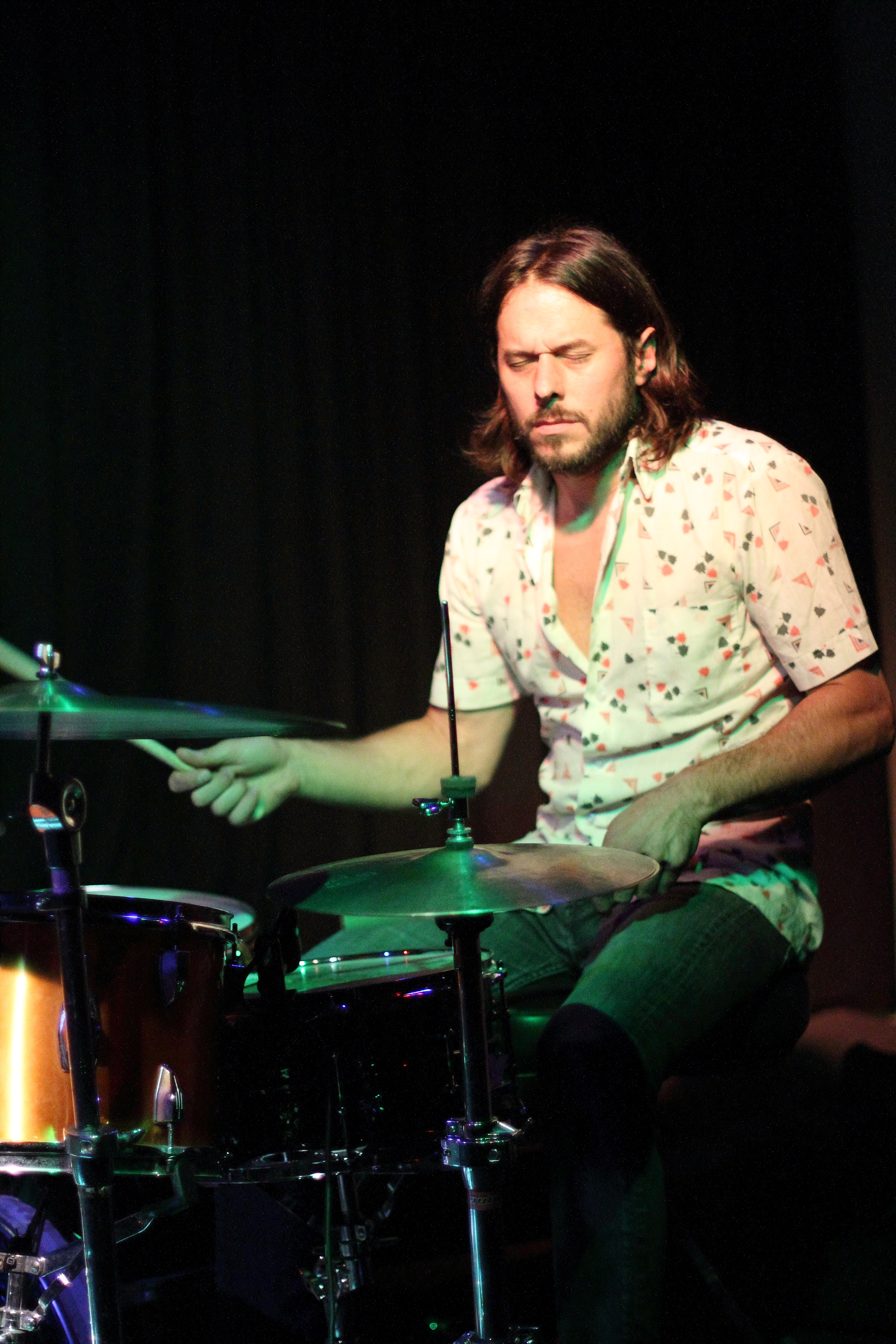
Frank Rosaly im club W71, 2016

Frank Rosaly (* 30. Mai 1974 in Phoenix (Arizona) als Francisco Javier Rosaly Amoros) ist ein US-amerikanischer Jazz- und Improvisationsmusiker (Schlagzeug).

## Leben und Wirken
Rosaly erwarb einen Bachelor-Abschluss als Interpret an der Northern Arizona University. Er studierte bei Billy Higgins, Joe LaBarbera, Peter Donald, Bob Moses, Joel DiBartolo, Steve Hemphill sowie Michael Vatcher und arbeitete seit 2001 in der Improvisationszene Chicagos. Dort spielte er u. a. mit Matana Roberts, Jason Adasiewicz,  mit den Formationen Boxhead Ensemble von Michael Krassner, im Flatlands Collective um Jorrit Dijkstra, im Fred Lonberg-Holm Trio, in Keefe Jacksons Fast Citizens, Mandarin Movie, im Percussion Quartet von Dave Rempis, im Joshua Abrams Quartet (Unknown Known, 2013) und im Scorch Trio. Rosaly leitete das Sextett Cicada Music, dem James Falzone, Jason Stein, Keefe Jackson, Jason Adasiewicz und Jason Roebke angehören. Ferner leitete er das Quintett Green and Gold mit Cameron Pfiffner, Nick Mazzarella, Tomeka Reid und Anton Hatwich, das sich mit der Musik von Prince Lasha und Sonny Simmons beschäftigt. Im Bereich der Rockmusik spielt er als Schlagzeuger in Brian Sulpizios Band Health & Beauty.
Seit 2016 lebt Rosaly in Amsterdam, wo er auch im Trio Mother Tongue mit Mola Sylla und Oscar Jan Hoogland auftrat (Tea Spoon Suite, 2018). Zu hören ist er zudem auf Jorrit Dijkstras Album Pillow Circles (2010), Peter A. Schmids Chicago Conversations (2015), Jeb Bishops Re-Collect (2019), Nick Mazzarellas Counterbalance (2019) und Ruth Gollers Skyllumina (2024). Rosaly ist mit der bolivianischen Sängerin und Künstlerin Ibelisse Guardia Ferragutti verheiratet, mit der er 2024 das gemeinsame, von der Kritik gelobte Album Mestizx vorlegte.
.

## Diskographische Hinweise

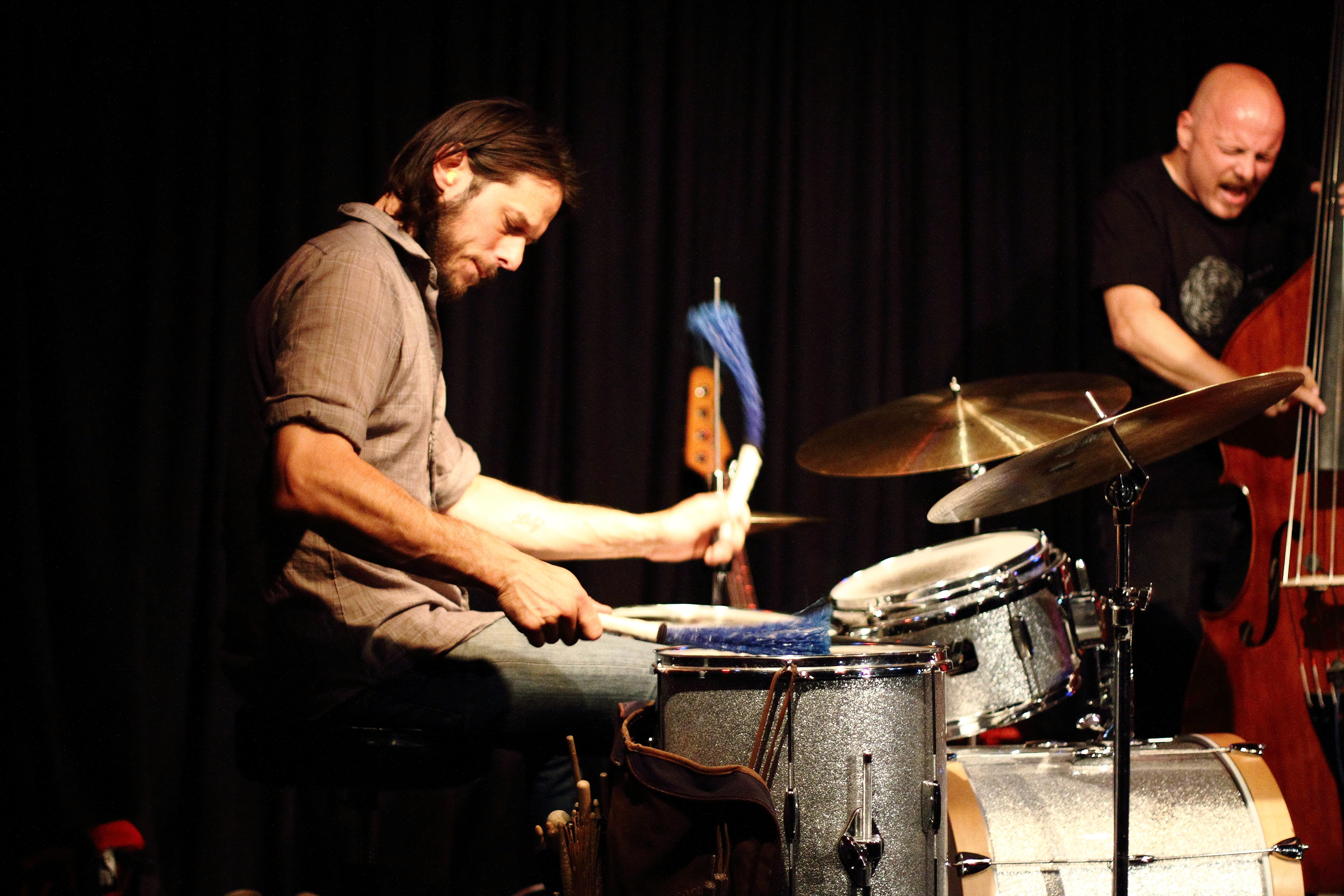
Frank Rosaly mit Ingebrigt Håker Flaten (rechts) im Club W71 in Weikersheim.2016

- The Rempis Percussion Quartet – Circular Logic (Utech Records, 2005) mit Anton Hatwich, Frank Rosaly, Tim Daisy
- Cyrillic (482 Music, 2008), mit Dave Rempis
- The Rempis Percussion Quartet – Montreal Parade (482 Music, 2011), mit Ingebrigt Håker Flaten
- Christoph Erb/Jim Baker/Frank Rosaly: Parrots Paradise (Veto, 2017)
- Frank Rosaly, Marta Warelis, Aaron Lumley, John Dikeman: Sunday at De Ruimte (2021)
- The Rempis Percussion Quartet: Sud des alpes (2021)
- Tobias Klein / Frank Rosaly / Marta Warelis: Tendresse (2024)